# گمینا میلنو
گمینا میلنو (به لهستانی:  Gmina Mielno) یک گمینا در لهستان است که در شهرستان کوشالین واقع شده‌است. گمینا میلنو ۶۲٫۵۴ کیلومتر مربع مساحت و ۵٬۰۶۸ نفر جمعیت دارد.